# 铁道兵开发大兴安岭纪念碑
铁道兵开发大兴安岭纪念碑，又稱北山公园铁道兵纪念碑、铁道兵纪念碑，是黑龍江省文物保護單位之一，位於黑龍江省大興安嶺地區加格達奇區。鐵道兵紀念碑在1988年7月建成，旨在紀念中國人民解放軍鐵道兵對开发大兴安岭的貢獻，並緬懷為此殉職的鐵道兵兵員。紀念碑由主碑、附碑、碑前雕塑三部分構成，主碑的造型是兩根由鐵道兵徵標連接起來的鐵路軌道，附碑上有描繪鐵道兵工作情況的浮雕，碑前雕塑的造型是一頭麋鹿（一說為馬鹿）。2005年1月31日，鐵道兵紀念碑列入第五批黑龍江省文物保護單位。

## 歷史

### 背景
中華人民共和國政府曾在1955年和1958年兩度嘗試开发大兴安岭一帶，因當地极度严寒而未果；1964年，政府第三次派員开发當地，最終开发成功，开发後的大兴安岭地區對中國經濟發展作出了重要貢獻。當中，約八万名中国人民解放军铁道兵扮演了重要的角色，他們合共在大兴安岭林区修建了847.26公里的铁路、6.552公里的桥梁、10.573公里的隧道、13.529公里的涵渠、305,745平方米的房屋建筑，超過300名兵員在开发過程中殉職。
到了1984年元旦，铁道兵脱离解放军，併入中华人民共和国铁道部，铁道兵副司令员何辉燕開始構思留下纪念，並在同年8月向鐵道部第十三工程局（前身為鐵道兵第三師）局长李赞国和政治部主任王治忠提出设想；李、王兩人向其他部门的领导人传达何辉燕的想法，並一致提议修建纪念碑。鐵道部第十三工程局提出修建纪念碑的方案，有關提議在1985年12月獲得大兴安岭地方领导人認同。建設纪念碑旨在紀念铁道兵對开发大兴安岭的貢獻，並缅怀殉職兵員。

### 设计和修建過程
中国革命军事博物馆的艺术家高虹和许宝忠受邀負責纪念碑的设计，他們查阅历史资料，並親赴加格达奇視察；他們确定设计思路，認為纪念碑既要能引起大兴安岭民眾的纪念，也要成為一件艺术品、成為城市象征。兩人為建成後的纪念碑製造模型、繪畫油画，其設計方案獲得大兴安岭地区领导人及何辉燕赞同。纪念碑的選址訂於加格达奇北山东端的山头，因為北山将會建成一座公园，把纪念碑建於此山能夠方便遊览，且有助精神传承；而這處山头旁边設有两条公路，方便建碑時运输建築材料，加上山脚下就是铁道兵会战的指挥部，因此擬把纪念碑建於此山头。
纪念碑主碑由沈阳金属工艺厂負責施工，铁道兵兵徽、碑前麋鹿雕塑、附碑浮雕由中国革命军事博物馆负责加工，纪念碑的基础和安装工程由鐵道部第十三工程局修理厂負責，碑文由书法家李铎题写，通往纪念碑的阶梯和步道板由加格达奇市政园林管理处的超過60位人員义务修建。由於大兴安岭没有出產建碑所需的花岗岩，用於建造纪念碑的石材是由长春市石材工艺厂在吉林採集，後运到加格达奇進行加工。

### 建成後
铁道兵纪念碑在1988年7月建成，中國共產黨大興安嶺地區委員會與大兴安岭行政公署在同月28日為纪念碑舉行落成典礼。2005年1月31日，黑龙江省人民政府把纪念碑列入第五批黑龙江省文物保护单位，要求有關單位做好文物保护和管理，例如划定文物保护单位的保护范围。铁道兵纪念碑被《大兴安岭日报》評論為加格达奇區的标志性建筑。

## 結構
铁道兵纪念碑由主碑、附碑、碑前雕塑三部分構成。主碑以不锈钢製成，其造型是两根高20米、宽1.3米的鐵路軌道，由中間的鐵道兵徵标连接起來；這象徵铁道兵兵員為國家架桥铺路，又參與大兴安岭的开发建设。位於主碑後方的附碑高3米、宽10米、厚1.3米，以花岗岩和大理石砌成；附碑正面两侧的玻璃钢浮雕描繪铁道兵工作的情况，正面中央題寫了「铁道兵开发大兴安岭纪念碑」字样，背面有中國共產黨大興安嶺地區委員會與大興安嶺行政公署镌刻的碑文。主碑前方的雕塑是一頭麋鹿（一說為馬鹿），高5米，以玻璃钢製成，這象徵边疆民眾曾經用麋鹿為铁道兵兵員运送物资。